# Факторинг
Факторинг је модерна финансијска услуга у којој предузеће продаје своја потраживања трећој страни која се зове фактор. Предмет факторинга може бити свако постојеће недоспело или будуће, цело или делимично, краткорочно новчано потраживање које је настало по основу уговора о продаји робе или пружања услуга, закљученог између правних лица и предузетника.
Фактотинг је законски регулисан 2013. када је донет Закон о факторингу. Услугу факторинга могу да пружају банке у складу са Законом о банкама и привредна друштва која добију лиценцу Министарства финансија у складу са Законом о факторингу. Регистар факторинг друштава води Агенција за привредне регистре. У Србији послује 14 привредних друштава која имају лиценцу за обављање послова факторинга. Посебним законом је дозвољено Агенцији за осигурање и финансирање извоза да пружа услуге факторинга.

## Врсте факторинга
У факторинг послу постоје три стране: уступилац, дужник и фактор.
У зависноси од тога да ли уступилац и дужник имају седиште у истој земљи разликују се домаћи и међународни факторинг. Уколико уступилац гарантује за наплативост потраживања тада се ради о факторингу са регресом. Код факторинга без регреса комплетан ризик наплате потраживања је на фактору.
Обрнути или добављачки факторинг представља, као што и сам назив сугерише, варијацију основне услуге факторинга. Обрнути фактоинг је по својим особинама идентичан факторингу, с тим што се овом услугом финансирају обавезе које предузећа имају према добављачима, а не према купцима.

## Функционисање
1. Уступилац испоручује добра или услуге свом купцу и издаје му фактуру;
2. издате фактуре, уступилац, продаје фактору;
3. фактор уступиоцу исплаћује до 100 % износа уступљених фактура умањен за факторинг накнаду;
4. дужник из фактуре о року доспећа плаћа фактуру фактору[5];